# شهرداری موتا
شهرداری موتا (به لاتین: Municipality of Muta) یک منطقهٔ مسکونی در اسلوونی است که در اسلوونی واقع شده‌است. شهرداری موتا ۳۸٫۸ کیلومتر مربع مساحت و ۳٬۶۴۰ نفر جمعیت دارد.